# Aconitum bulleyanum
Aconitum bulleyanum là một loài thực vật có hoa trong họ Mao lương. Loài này được Diels mô tả khoa học đầu tiên năm 1912.